# Anne Bancroft
Anna Maria Louisa Italiano (Nueva York, 17 de septiembre de 1931-Nueva York, 6 de junio de 2005), conocida profesionalmente como Anne Bancroft, fue una actriz, directora, guionista y cantante estadounidense asociada a la escuela del Método, pues había estudiado bajo la guía de Lee Strasberg. Respetada por su habilidad y versatilidad, Bancroft fue reconocida por su trabajo cinematográfico, teatral y televisivo, obteniendo un premio Óscar, dos Globos de Oro, tres BAFTA, dos Tony y dos Emmy, entre otros premios y nominaciones.
Después de su debut cinematográfico en Don't Bother to Knock (1952) y una serie de papeles secundarios en la década de 1950, ganó el Premio de la Academia a la Mejor Actriz por su papel principal en The Miracle Worker (1962) como Anne Sullivan, profesora de la adolescente Helen Keller, repitiendo el rol que ya la había hecho merecedora del Premio Tony a la mejor actriz principal en una obra de teatro unos años antes. Uno de sus papeles más conocidos fue el de la seductora Sra. Robinson en The Graduate (1967), una interpretación que, según dijo más adelante, había llegado a ensombrecer el resto de su trabajo.
Bancroft recibió otras varias nominaciones al Óscar y continuó en papeles principales hasta finales de los 80, siendo notables sus roles en The Turning Point (1977) y Agnes of God (1985). En 1987, protagonizó con Anthony Hopkins el filme 84 Charing Cross Road, que le hizo merecedora de su tercer BAFTA. Apareció en varias películas dirigidas o producidas por su segundo marido, el comediante Mel Brooks, incluyendo el galardonado drama The Elephant Man (1980), así como las comedias To Be or Not to Be (1983) y Dracula: Dead and Loving It (1995).

## Primeros años
Anna Maria Louisa Italiano nació en el Bronx (Nueva York), la segunda de las tres hijas de Mildred DiNapoli (1908–2010), una telefonista, y Michael G. Italiano (1905–2001), un fabricante de estampados de vestimenta.
Los padres de Bancroft eran hijos de inmigrantes italianos. En una entrevista, declaró que su familia era originaria de Muro Lucano, en la provincia de Potenza. Se crio como católica y sus primeros años transcurrieron en el barrio Belmont del Bronx, para más tarde mudarse al 1580 de avenida Zerega y estudiar el bachillerato en la Christopher Columbus High School en 1948. Más tarde asistió al HB Studio, la Academia Americana de Artes Dramáticas, el Actors Studio y el Taller de Dirección para Mujeres del American Film Institute en la Universidad de California en Los Ángeles. Después de aparecer en varios dramas televisivos en directo bajo el nombre de Anne Marno, se le dijo que cambiara su apellido, ya que era "demasiado étnico para las películas"; así que eligió el de Bancroft "porque sonaba digno".
Por aquel entonces, en 1953, Bancroft contrajo matrimonio con el abogado Martin May, del que se separó a los dos años, y se divorció en 1957.

## Carrera

### The Miracle Worker
Hizo su debut en el cine en 1952, año en el que firmó un contrato de seis años con los estudios 20th Century Fox. Los papeles que tuvo que interpretar no resultaron interesantes, por lo que Bancroft viajaba constantemente a Nueva York para actuar en el teatro siempre que le era posible. Su debut lo realizó en 1958 en Broadway en el papel de Gittel Mosca, una bronxeña herida de amor, junto a Henry Fonda en la obra Two for the Seesaw, escrita por William Gibson y dirigida por Arthur Penn. Por el papel de Gittel, Bancroft obtuvo el Premio Tony a la mejor actriz de reparto en una obra de teatro.

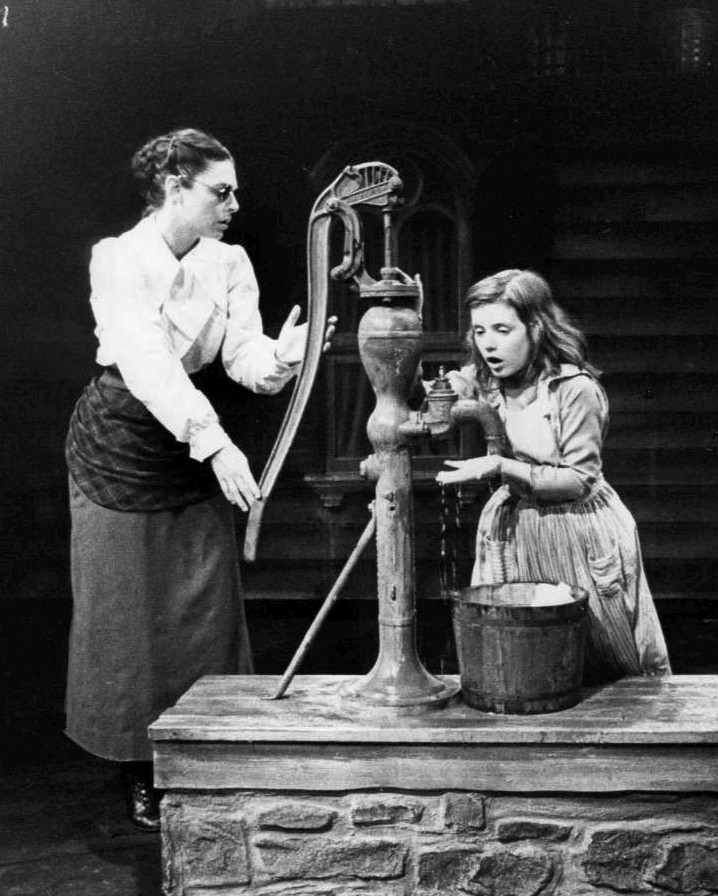
Bancroft junto a Patty Duke en la producción de la obra The Miracle Worker.
Fotografía, Broadway, 28 de marzo de 1960.

En 1960, gracias a la multipremiada obra The Miracle Worker, también de Gibson y dirigida por Penn, obtuvo el Tony a la mejor actriz principal en una obra de teatro. En ella, interpretó a Anne Sullivan, una joven profesora que enseña a comunicarse a una pequeña sordociega llamada Helen Keller. El éxito de la obra motivó que, en 1962, fuera adaptada en una versión cinematográfica de bajo presupuesto. Penn, director de la película, insistió en que Bancroft reinterpretara su papel, aun cuando los ejecutivos de United Artists querían una actriz de renombre en su lugar. Por su interpretación, Bancroft obtendría el Premio Óscar a la mejor actriz. Bancroft no asistió a la ceremonia, por encontrarse protagonizando la obra Madre Coraje y sus hijos, por lo que Joan Crawford aceptó en su nombre el Óscar y luego se lo presentó luego del término de una de las funciones de Madre Coraje.
Bancroft es una de los diez actores que han ganado un Premio de la Academia y un Premio Tony por el mismo papel.
En 1961, Bancroft conoció a Mel Brooks en un ensayo para el programa de espectáculo de variedades Kraft Music Hall de Perry Como. Bancroft y Brooks se casaron el 5 de agosto de 1964 en la Oficina de Matrimonios de Manhattan, cerca del Ayuntamiento de Nueva York, y permanecieron casados hasta su muerte.
En 1965, Bancroft coprotagonizó la obra The Devils de John Whiting, junto a Jason Robards, en la que interpretó a una monja medieval obsesionada con un sacerdote. Producida por Alexander H. Cohen y dirigida por Michael Cacoyannis, fue realizada 63 veces.
Ese mismo año, Bancroft recibiría una segunda nominación al Premio Óscar por su interpretación en The Pumpkin Eater.

### El graduado
El papel con el que Bancroft se hizo famosa fue el de la Sra. Robinson en The Graduate (1967) de Mike Nichols, por el que recibió una tercera nominación al Premio de la Academia. En la película interpretó a una mujer infelizmente casada que seduce al hijo del socio de negocios de su esposo, un joven recién graduado de la universidad, interpretado por Dustin Hoffman. En la película, el personaje de Hoffman más tarde se enamora de su hija. Bancroft era ambivalente sobre su aparición en The Graduate, afirmando en varias entrevistas que el papel ensombrecía sus trabajos anteriores. A pesar de que su personaje se convirtió en un arquetipo de «mujer mayor», Bancroft era solo seis años mayor que Hoffman.
Un especial de televisión de CBS, Annie: the Women in the Life of a Man (1970), le dio a Bancroft un premio Emmy por su canto y actuación.

### Décadas de 1970 y 1980
Su hijo único, Maximillian "Max" Brooks, nació el 22 de mayo de 1972. Dos años después, realizó su segundo especial de televisión, llamado Annie and The Hoods, donde su esposo participó como estrella invitada;. y realizó un cameo sin acreditar en la película Blazing Saddles, dirigida por Brooks.
En 1977, participó junto a Shirley MacLaine en The Turning Point, un filme que le valió a ambas actrices nominaciones al Premio Óscar. En 1980, hizo su debut como guionista y directora en Fatso, en la que actuó junto a Dom DeLuise.

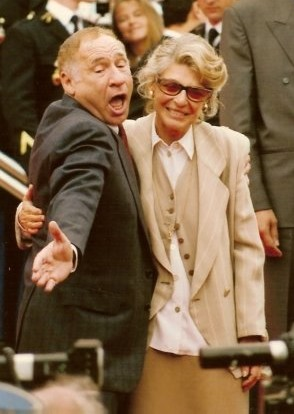
La relación entre Bancroft y su esposo Mel Brooks los llevó a actuar tres veces en pantalla, y a realizar colaboraciones fuera de esta, sobre todo en las producciones del segundo.
Fotografía, Festival de Cannes, 1991.

Bancroft fue la elección original para interpretar a Joan Crawford en la película Mommie Dearest de 1981, pero se retiró del proyecto y fue reemplazada por Faye Dunaway. También fue una de las principales actrices propuestas para el papel de Aurora Greenway en Terms of Endearment de 1983, pero se negó para poder actuar en la nueva versión de To Be or Not to Be junto a su esposo. Recibiría finalmente su última nominación a los Óscar por el filme Agnes of God, y en 1987 obtendría el BAFTA a la mejor actriz por su actuación en 84 Charing Cross Road, producida por Brooks como regalo a Bancroft.

## Últimos años
Desde finales de la década de 1980, Bancroft asumió solo papeles secundarios en el cine, incluyendo los filmes Trilogía de Nueva York (1988), Honeymoon in Vegas (1992), Love Potion No. 9 (1992), Malice (1993), Point of No Return (1993), Home for the Holidays (1995), How to Make an American Quilt (1995), G.I. Jane (1997), Grandes esperanzas (1998), Keeping the Faith (2000) y Heartbreakers (2001). En 1998, prestó su voz para el filme de animación Antz.
Su última aparición fue interpretándose así misma en un episodio de 2004 de la serie Curb Your Enthusiasm de HBO y su último proyecto fue el largometraje animado Delgo, estrenado en 2008 y dedicado a su memoria.
Recibió una estrella en el paseo de la fama de Hollywood en el 6368 del Hollywood Boulevard, por su trabajo en televisión. En el momento de la instalación de su estrella, en 1960, ya había aparecido recientemente en varias series de televisión. Bancroft también fue miembro del American Theatre Hall of Fame, habiendo sido incorporada en 1992.
En abril de 2005, dos meses antes de su muerte, Bancroft se convirtió en abuela cuando su nuera Michelle dio a luz a un niño, Henry Michael Brooks.

## Fallecimiento
Anne Bancroft murió de cáncer de útero a los 73 años el 6 de junio de 2005 en el Hospital Monte Sinaí en Manhattan. Su muerte sorprendió a muchos, incluidos algunos de sus amigos, ya que Bancroft no había revelado detalles de su enfermedad. Su cuerpo fue enterrado en el cementerio de Kensico en Valhalla (Nueva York), cerca de sus padres, Mildred (quien murió en abril de 2010, cinco años después de Anne) y Michael Italiano. Un monumento de mármol blanco con un ángel llorando adorna la tumba.
En una entrevista de 2010, Brooks reconoció a Bancroft como la fuerza guía detrás de su participación en el desarrollo de The Producers y Young Frankenstein como musicales. En la misma entrevista, dijo sobre su primer encuentro en 1961:

Desde ese día, hasta su muerte, el 6 de junio de 2005, estuvimos pegados.

## Teatro
Las obras interpretadas en Broadway incluyen:
- Two for the Seesaw (1959)
- The Miracle Worker (1959)
- Mother Courage and Her Children (1963)
- The Devils (1965)
- The Little Foxes (1967)
- A Cry of Players (1968)
- Golda (1977)
- Duet for One (1981)

## Filmografía
| - Don't Bother to Knock (1952) - Tonight We Sing (1953) - The Kid from Left Field (1953) - Treasure of the Golden Condor (1953) - The Robe (1953) - The Raid (1954) - Gorilla at Large (1954) - Demetrius and the Gladiators (1954) - New York Confidential (1955) - The Naked Street (1955) - A Life in the Balance (1955) - The Last Frontier (1955) - Walk the Proud Land (1956) - Nightfall (1956) - So Soon to Die (1957) - The Restless Breed (1957) - The Girl in Black Stockings (1957) - The Miracle Worker (1962) - The Pumpkin Eater (1964) - The Slender Thread (1965) | - Seven Women (1966) - The Graduate (1967) - Young Winston (1972) - El prisionero de la segunda avenida (1974) - Hindenburg (1975) - Silent Movie (1976) - Lipstick (1976) - The Turning Point (1977) - Jesus of Nazareth (serie de TV; 1977) - The Bell Jar (1979) - Fatso (1980) - El hombre elefante (1980) - Marco Polo (1982) - To Be or Not to Be (1983) - Garbo Talks (1984) - Agnes de Dios (1985) - 'night, Mother (1986) - 84 Charing Cross Road (1986) - Torch Song Trilogy (1988) - Bert Rigby, You're a Fool (1989) - Poción de amor nº 9 (1992) | - Honeymoon in Vegas (1992) - Mr. Jones (1993) - Malice (1993) - Point of No Return (1993) - How to Make an American Quilt (1995) - Home for the Holidays (1995) - The Sunchaser (1996) - Homecoming (1996) - Critical Care (1997) - G.I. Jane (1997) - Middle East: Israel - Echoes From the Ancients (1998) - Living with Cancer: A Message of Hope (1998) - Mark Twain's America In 3D (1998) - Great Expectations (1998) - Antz (1998) - Voz - The Living Edens: Anamalai - India's Elephant Mountain (2000) - Keeping the Faith (2000) - Up at the Villa (2000) - Heartbreakers (2001) - Delgo (2008) - Voz |

## Premios
Premios Óscar
| Año  | Categoría    | Trabajo nominado           | Resultado |
| ---- | ------------ | -------------------------- | --------- |
| 1963 | Mejor actriz | El milagro de Ana Sullivan | Ganadora  |
| 1965 | Mejor actriz | Siempre estoy sola         | Nominada  |
| 1968 | Mejor actriz | El graduado                | Nominada  |
| 1978 | Mejor actriz | Paso decisivo              | Nominada  |
| 1986 | Mejor actriz | Agnes de Dios              | Nominada  |

Premios Globo de Oro
| Año  | Categoría                        | Trabajo nominado           | Resultado |
| ---- | -------------------------------- | -------------------------- | --------- |
| 1962 | Mejor actriz - Drama             | El milagro de Ana Sullivan | Nominada  |
| 1964 | Mejor actriz - Drama             | Siempre estoy sola         | Ganadora  |
| 1967 | Mejor actriz - Comedia o musical | El graduado                | Ganadora  |
| 1977 | Mejor actriz - Drama             | Paso decisivo              | Nominada  |
| 1983 | Mejor actriz - Comedia o musical | Soy o no soy               | Nominada  |
| 1984 | Mejor actriz - Comedia o musical | Buscando a Greta           | Nominada  |
| 1985 | Mejor actriz - Drama             | Agnes de Dios              | Nominada  |

Premios BAFTA
| Año  | Categoría    | Trabajo nominado              | Resultado |
| ---- | ------------ | ----------------------------- | --------- |
| 1962 | Mejor Actriz | El milagro de Ana Sullivan    | Ganadora  |
| 1964 | Mejor actriz | Siempre estoy sola            | Ganadora  |
| 1967 | Mejor actriz | El graduado                   | Nominada  |
| 1972 | Mejor actriz | Young Winston                 | Nominada  |
| 1975 | Mejor actriz | The Prisoner of Second Avenue | Nominada  |
| 1977 | Mejor actriz | The Turning Point             | Nominada  |
| 1987 | Mejor actriz | 84 Charing Cross Road         | Ganadora  |

Festival Internacional de Cine de Cannes
| Año  | Categoría    | Trabajo nominado   | Resultado |
| ---- | ------------ | ------------------ | --------- |
| 1964 | Mejor actriz | Siempre estoy sola | Ganadora  |

Festival de Cine de San Sebastián
| Año  | Categoría                         | Trabajo nominado           | Resultado |
| ---- | --------------------------------- | -------------------------- | --------- |
| 1962 | Concha de Plata a la mejor actriz | El milagro de Ana Sullivan | Ganadora  |